# Владета Јанковић
Владета Јанковић (Београд, 1. септембар 1940) српски је филолог, универзитетски професор, књижевник, дипломата и политичар. Он је био амбасадор СР Југославије у Уједињеном Краљевству од 2001. до 2004. и амбасадор Србије при Светој столици од 2008. до 2012. године.
Дугогодишњи високопозиционирани члан Демократске странке Србије (ДСС), Јанковић је напустио ДСС 2014. године након што је њен бивши председник Војислав Коштуница објавио да напушта странку, због чега се Јанковић повукао из политике. Његова осмогодишња пауза из политике окончана је у јануару 2022. године када је опозициона коалиција Уједињена Србија (УС) именовала Јанковића за свог носиоца листе и кандидата за градоначелника Београда на предстојећим изборима за одборнике Скупштине града.

## Детињство, младост и каријера
Владета Јанковић је рођен 1. септембра 1940. године у Београду. Његов отац Драгослав Јанковић био је левичарски универзитетски професор, а мајка Босиљка Јанковић (рођена Кокановић) библиотекарка. Отац му је био из Врања, док мајка вуче има корене у данашњој БиХ, Хрватској и делимично цинцарско порекло. Један од његових прадедова по мајци био је члан Младе Босне.
Године 1959. завршио је гимназију у Београду. Јанковић је затим уписао Филолошки факултет Универзитета у Београду, где је студирао општу књижевност и дипломирао 1964. године. Магистрирао је 1967, а докторску тезу одбранио је 1975. под називом Менандерови ликови и европска драма. На истој катедри прошао је пут од асистента приправника до редовног професора и шефа катедре.
Годинама је сарађивао са Радио-телевизијом Београд као аутор културно-историјских програма за младе. Био је предавач у САД, Енглеској, Холандији и Грчкој.

## Политичка и дипломатска каријера
У политику је ушао почетком 1990-их као члан Главног одбора Демократске странке (ДС). Након раскола у ДС, Јанковић је постао један од оснивача Демократске странке Србије (ДСС). Био је посланик у Народној скупштини Србије и Савезној скупштини СР Југославије.
Након свргавања Слободана Милошевића, именован је 2001. године за амбасадора Југославије у Уједињеном Краљевству. Касније је своју службу у УК назвао „изузетно тешком и стресном”. Године 2004. именован је за главног спољнополитичког саветника председника Владе Србије, Војислава Коштунице. Године 2005. изабран је за потпредседника Демократске странке Србије (ДСС). Био је амбасадор Србије у Светој столици од фебруара 2008. до августа 2012. године.
Напустио је Демократску странку Србије 14. октобра 2014. убрзо након што је оснивач и дугогодишњи председник странке Војислав Коштуница најавио да је напушта.
Крајем јануара 2022. Странка слободе и правде, Народна странка, Демократска странка и Покрет слободних грађана предложили су Јанковића као свог носиоца листе и кандидата за градоначелника Београда на предстојећим изборима за одборнике Скупштине града Београда, а Јанковић је 31. јануара прихватио понуду, наводећи да је „оптимистичан” у погледу предстојећих избора. Након што га је 2. фебруара коалиција Уједињена Србија званично представила као свог кандидата за градоначелника Београда, Јанковић је изјавио да ће, у случају да буде изабран за градоначелника, „у Београду све бити транспарентно, те да ће се знати сваки детаљ око уговора”.

## Политичке позиције
Јанковић је описан као конзервативни и десничарски политичар. Противи се владавини Српске напредне странке и њеног вође Александра Вучића оптужујући га да личи на „силеџије у школским двориштима, који слабије застрашују и уцењују како би себе представили као заштитнике и спасиоце”.

### Спољна политика
Јанковић сматра да је приступање Србије Европској унији „нереалан пројекат” и да ће „пре ЕУ престати да постоји, него што ће Србија постати њен члан”. Јанковић је 2014. изјавио да „треба рашчистити и са тим да ће Србија пропасти ако не буде ушла у ЕУ, јер није Швајцарска.”

### Косовско питање
Јанковић је више пута изјављивао да је независност Косова за њега неприхватљива и недопустива, оштро критикујући Вучићеве споразуме са Косовом, Европском унијом и САД, истовремено се противећи изласку косовских Срба на изборе које организују власти Косова. Јанковић је у јануару 2021. године изјавио да Косово „дефакто нам не припада нама и свако види, али дејуре, по међународном праву, нам свакако припада.” Он је у септембру 2021. изјавио да неће доћи до озбиљне оружане конфронтације док су трупе НАТО стациониране на Косову.

## Приватни живот
Јанковић је ожењен адвокатицом Славком (рођеном Срдић), са којом има сина Уроша и ћерку Мару.

## Одликовања
| Награда или одликовање | Награда или одликовање                | Држава        |
| ---------------------- | ------------------------------------- | ------------- |
|                        | Орден италијанске звезде солидарности | Италија       |
|                        | Орден папе Пија IX                      | Света столица |

## Одабрана дела
- Поетска функција кованица Лазе Костића, Београд, 1969.
- Менандрови ликови и европска драма, САНУ, Београд, 1978.
- Теренције: Комедије, (превод, коментар, предговор), Београд, 1978.
- Петријин венац Драгослава Михаиловића, Завод за уџбенике и наставна средства, Београд, 1985.
- Насмејана животиња: о античкој комедији, Књижевна заједница Новог Сада, Нови Сад, 1987.
- Хросвита: Драме (превод, коментар и предговор), Латина ет Граеца, Загреб, 1988.
- Именик класичне старине, Београд, 1992
- Митови и легенде: јудаизам, хришћанство, ислам, Српска књижевна задруга, Београд, 1996.
- Беочуг, Српска књижевна задруга, Београд, 2011.
- Античке изреке, Лагуна, Београд, 2018.
- Увођење у Хиландар, стручна монографија, Задужбина Светог манастира Хиландара : Друштво пријатеља Свете Горе Атонске, Београд 2019.[27]
- Латински глосар, Лагуна, Београд, 2021.